# 小蚤目
小蚤目（学名：Misophrioida）为颚足纲的一个目。

## 下级分类
本目包括以下科：
- 小蚤科 Misophriidae
- Palpophriidae
- Speleophriidae